# Kroktjärnen (Tännäs socken, Härjedalen, 692162-133052)
Kroktjärnen är en sjö i Härjedalens kommun i Härjedalen och ingår i Ljusnans huvudavrinningsområde. Sjön har en area på 0,116 kvadratkilometer och ligger 768,2 meter över havet. Kroktjärnen ligger i Rogen Natura 2000-område. Vid provfiske har abborre och gädda fångats i sjön.

## Delavrinningsområde
Kroktjärnen ingår i det delavrinningsområde (692382-132990) som SMHI kallar för Ovan None. Medelhöjden är 800 meter över havet och ytan är 21,17 kvadratkilometer. Räknas de 16 avrinningsområdena uppströms in blir den ackumulerade arean 128,16 kvadratkilometer. Övre Mysklan, som avvattnar avrinningsområdet, har biflödesordning 2, vilket innebär att vattnet flödar genom totalt 2 vattendrag innan det når havet efter 395 kilometer. Avrinningsområdet består mestadels av skog (81 procent). Avrinningsområdet har 0,4 kvadratkilometer vattenytor vilket ger det en sjöprocent på 1,9 procent.